# Прингсхайм, Альфред
А́льфред При́нгсхайм (в части источников: Принсхейм или Принсгейм, нем. Alfred Pringsheim, 1850—1941) — немецкий математик. Член Баварской академии наук (1898) и Германской академии естествоиспытателей, член-корреспондент Гёттингенской академии наук.
Основные труды относятся к теории функций действительного и комплексного переменного, теории непрерывных дробей, рядам Фурье, истории математики. Внёс вклад в теорию интегральных трансцендентных функций, дал простое доказательство интегральной теоремы Коши. В теории степенных рядов с положительными коэффициентами исследовал особенности, возникающие при пересечении положительной оси с кругом сходимости ряда (теорема Прингсхейма). Прингсхайм ввёл в науку обозначения верхнего и нижнего предела и натурального логарифма.
Феликс Клейн писал о нём:

...Следует особо отметить немецкого математика Прингсгейма (родился в 1850 г., работает с 1877 г. в Мюнхене). Придя к Вейерштрассу из гейдельбергской школы, руководимой Кенигсбергером, он перенял у него строгое и почти исчерпывающее умение оперировать со степенными рядами, приведшее его к новым результатам.

## Биография
Родился в Олау в Силезии (ныне Олава, Польша) в 1850 году в богатой еврейской семье. Его отец Рудольф (1821—1906) был железнодорожным магнатом и владельцем угледобывающих шахт; мать Паула Дойчман (1827—1909) занималась хозяйством. Кроме Альфреда, в семье родилась ещё дочь Марта (1851—1921), его младшая сестра.
Альфред окончил гимназию в Бреслау, показав интерес и незаурядные способности к математике и музыке, затем учился в Берлинском и Гейдельбергском университетах. В 1872 году защитил диссертацию под руководством Лео Кёнигсбергера, в 1875 году прошёл хабилитацию и два года спустя был принят преподавателем математики в Мюнхенский университет. В Мюнхене Прингсхайм провёл 45 лет; с 1886 года он адъюнкт-профессор, с 1901 года — полный профессор, с 1922 года — заслуженный профессор. Его учебник по теории функций многие годы считался классическим.
В 1878 году женился на берлинской актрисе Гертруде Хедвиг Анне Дом (1855—1942) из крещёной еврейской семьи — дочери писателя и переводчика Эрнста Дома (до крещения Элиас Леви, 1819—1883) и литератора, феминистки Марианы Аделаиды Хедвиги Дом (в девичестве Шлезингер, 1831—1919); у них родились пятеро детей. Младшая дочь Катарина, первая женщина, допущенная в Мюнхенский университет, позднее стала женой Нобелевского лауреата, писателя Томаса Манна. В своём романе «Королевское высочество» (1909) Манн вывел Прингсхайма под именем Самуэля Шпельмана. Сын Клаус (1883—1972) стал дирижёром и музыкальным критиком, сын Петер (1881—1963) стал физиком в Антверпене, сын Эрик (1879—1908) был юристом, сын Хайнц (1882—1974) был пианистом и музыкальным критиком (его жена — художница Ольга Маркова-Меерсон, после её смерти он женился на певице Маре Прингсхайм). Прингсхайм продолжал увлекаться музыкой (переложил ряд произведений Вагнера для фортепиано), собирал майолику. Неоднократно отклонял предложения принять христианство и креститься.
В 1933 в связи с приходом нацистов к власти 83-летний учёный был вынужден покинуть университет, в 1938 году он был исключён из Баварской и Гёттингенской академий наук. Согласно принятому в 1938 году нацистами закону «Namensänderungsverordnung» он должен был впредь именоваться «Альфред Израиль Прингсхайм». Ему запретили покидать страну, и лишь после долгих хлопот и ходатайства влиятельных знакомых деятелей науки 89-летний учёный сумел в октябре 1939 года, бросив практически всё имущество, уехать в швейцарский Цюрих, где умер год спустя в возрасте 90 лет.

## Семья
Внуки:
- Клаус Хуберт Прингсхайм[нем.] (1923—2001), американский историк-востоковед;
- Эрика Манн (жена поэта Уистена Одена и актёра Густафа Грюндгенса), актриса и журналистка;
- Клаус Манн, прозаик;
- Голо Манн, историк;
- Майкл Манн, скрипач и альтист;
- Моника Манн[нем.] (1910—1992), литератор;
- Элизабет Вероника Борджезе (1918—2002, жена прозаика, драматурга и журналиста Джузеппе Антонио Борджезе), юрист, специалист в области морского права и защиты окружающей среды.

Двоюродная сестра Паула Прингсхайм (1869—?) была замужем за прусским ландратом Генрихом фон Ахенбахом (сыном политика Генриха Карла Юлиуса фон Ахенбаха).
Двоюродные братья:
- Эрнст Прингсхайм[нем.] (1881—1970), ботаник и физиолог растений, был женат на политике-социал-демократе Лили Прингсхайм[англ.] (дочери зоолога Карла Хуна и внучке естествоиспытателя Карла Фохта);
- Фриц Прингсхайм[нем.] (1882—1967), правовед;
- Ханс Прингсхайм[нем.] (1876—1940), химик-органик.

## Основные труды
- Daniel Bernoulli — Versuch einer neuen Theorie der Wertbestimmung von Glücksfällen, 1896
- Irrationalzahlen und Konvergenz unendlicher Prozesse, Leipzig 1898
- Über Wert und angeblichen Unwert der Mathematik — Address presented at a public meeting of the royal Bavarian Academy of Sciences, Munich, on the occasion of the 145th Endowment Day on 14 March 1904
- Uber Konvergenz und Funktionentheoretischen Charakter Gewisser Limitar-Periodischer Kettenbruche, Munich 1910
- Majolica, Leiden 1910
- Über den Taylorschen Lehrsatz für Funktionen einer reellen Veränderlichen, offprint of the Royal Academy of Sciences, 1913
- Majolikasammlung Alfred Pringsheim in München, Leiden 1914
- Vorlesungen über Zahlenlehre — first volume, part 2 (I.2) Unendliche Reihen mit Reellen Gliedern, Leipzig 1916
- Über singuläre Punkte gleichmässiger Konvergenz — presented on 6 December 1919 in Munich at the Bavarian Academy of Sciences (Minutes of the Bavarian Academy of Sciences, Mathematical-Physical Division; offprint 1919)
- Grundlagen der allgemeinen Funktionenlehre
- Vorlesungen über Funktionslehre. Erste Abteilung: Grundlagen der Theorie der analytischen Funktionen einer komplexen Veränderlichen, Leipzig and Berlin 1925
- Vorlesungen über Zahlen- und Funktionenlehre, 2 vol. (Bibliotheca Mathematica Teubneriana, volumes 28,29). Leipzig, 1916—1932
- Kritisch-historische Bemerkungen zur Funktionentheorie, Reprint 1986 ISBN 3-7696-4071-3